# Qué hiciste
"Qué hiciste" é uma canção da cantora americana Jennifer Lopez, do seu primeiro álbum em espanhol, Como ama una mujer. A música se destacou na Itália, Suíça, Grécia, Roménia, Turquia e nos Estados Unidos, onde chegou à posição # 1, na Espanha, a música já vendeu mais de 260.000 ringtones e mais de 120.000 downloads digitais. Jennifer Lopez cantou a música em American Idol, no dia 11 de abril de 2007. Dois dias após a apresentação, a música estreou no iTunes Top 100 na posição #100, e em pouco tempo subiu para a posição #91. A música estreou na Billboard Hot 100 no #86.

## Música
Segundo Jennifer Lopez, a ideia inicial para a canção veio de um sonho que Marc Anthony teve com a cantora Rocío Dúrcal.

## Videoclipe
O videoclipe da música foi dirigipor Michael Haussman e filmado em Dumont Dunes, Califórnia.

## Faixas e formatos
1. "Qué Hiciste" (Album Version) – 4:57
2. "Qué Hiciste" (Radio Edit) – 4:31

### Remixes
1. "Qué Hiciste" (Remix)  – 4:33
2. "Qué Hiciste" (salsa Remix)  – 4:49
3. "Qué Hiciste" (Tony Moran & Warren Rigg's Club Mix)  – 10:19
4. "Qué Hiciste" (Tony Moran & Warren Rigg's Dub)  – 10:22
5. "Qué Hiciste" (Tony Moran & Warren Rigg's Radio Edit)  – 4:38
6. "Qué Hiciste" (Cass & Dubs Remix)  – 4:09
7. "Qué Hiciste" (Offer Nissim Remix)  – 7:57
8. "Qué Hiciste" (Estefano Dance Version)  – 4:30
9. "Qué Hiciste" (Instrumental Version)  – 4:58

## Prêmios e indicações
| Ano  | Prêmiação                    | Categoria                         | Resultado |
| ---- | ---------------------------- | --------------------------------- | --------- |
| 2007 | LOS40 Music Awards           | Melhor Canção                     | Indicado  |
| 2007 | Premios Odeón                | Canção Mais Baixada               | Indicado  |
| 2007 | Premios Odeón                | Toque Mais Baixado                | Indicado  |
| 2008 | Billboard Latin Music Awards | Canção Latina Airplay Pop do Ano  | Indicado  |
| 2008 | Billboard Latin Music Awards | Canção Feminina Dance Club do Ano | Indicado  |